# Sebastián Vegas
Sebastián Ignacio Vegas Orellana (ur. 4 grudnia 1996 w Santiago) – chilijski piłkarz występujący na pozycji środkowego lub lewego obrońcy, reprezentant Chile, od 2025 roku zawodnik Colo-Colo.

## Kariera klubowa
Vegas pochodzi ze stołecznego Santiago i jest wychowankiem akademii juniorskiej tamtejszego klubu Audax Italiano, w której rozpoczął treningi jako dwunastolatek. W sierpniu 2012, za sprawą udanych występów, został zauważony przez wysłanników FC Barcelona i przez miesiąc przebywał na testach w ośrodku La Masía w kategorii wiekowej Juvenil A katalońskiego giganta. Ostatecznie nie znalazł jednak zatrudnienia w zespole i powrócił do ojczyzny, gdzie już w wieku szesnastu lat zaczął być wprowadzany do pierwszej drużyny Audax przez szkoleniowca Pablo Mariniego. Pierwszy mecz rozegrał w niej jednak już za kadencji trenera Jorge Ghiso, w lipcu 2013 z Magallanes (2:2) w krajowym pucharze (Copa Chile). W chilijskiej Primera División zadebiutował natomiast 10 sierpnia 2013 w zremisowanym 1:1 spotkaniu z O’Higgins i mimo młodego wieku szybko zaczął regularnie pojawiać się na ligowych boiskach. Premierowego gola w najwyższej klasie rozgrywkowej strzelił 6 kwietnia 2014 w wygranej 3:0 konfrontacji z Deportes Iquique.
W lipcu 2016 Vegas został wypożyczony do meksykańskiej ekipy Monarcas Morelia. W tamtejszej Liga MX zadebiutował 1 października 2016 w przegranym 1:2 meczu z Guadalajarą.

## Kariera reprezentacyjna
W listopadzie 2011 Vegas został powołany przez José Calderóna Bilbao do reprezentacji Chile U-15 na Mistrzostwa Ameryki Południowej U-15. Na urugwajskich boiskach miał pewne miejsce na środku obrony i rozegrał trzy z czterech możliwych spotkań (wszystkie w pierwszym składzie), zdobywając decydującą o porażce swojej drużyny bramkę samobójczą w konfrontacji z Argentyną (2:3). Jego kadra zanotowała wówczas bilans zwycięstwa, remisu i dwóch porażek, odpadając z turnieju już w pierwszej fazie.
W kwietniu 2013 Vegas znalazł się w ogłoszonym przez Mariano Puyola składzie reprezentacji Chile U-17 na Mistrzostwa Ameryki Południowej U-17. Podczas tego rozgrywanego w Argentynie turnieju pełnił rolę kapitana drużyny narodowej i wystąpił we wszystkich czterech meczach w pełnym wymiarze czasowym, wpisując się na listę strzelców w konfrontacji z Urugwajem (1:1). Chilijczycy zakończyli jednak swój udział w turnieju już w pierwszej rundzie, zajmując w niej czwarte, przedostatnie miejsce, wobec czego nie zakwalifikowali się na Mistrzostwa Świata U-17 w ZEA.
W styczniu 2015 Vegas, tym razem w barwach reprezentacji Chile U-20, wziął udział w Mistrzostwach Ameryki Południowej U-20, gdzie ponownie miał niepodważalną pozycję w linii defensywnej. Jako kapitan rozegrał wszystkie cztery mecze od pierwszej do ostatniej minuty, lecz występ jego kadry ponownie okazał się rozczarowaniem – podopieczni Hugo Tocallego uplasowali się na ostatnim, piątym miejscu w pierwszej fazie, przez co nie zdołali awansować na Mistrzostwa Świata U-20 w Nowej Zelandii.

## Statystyki kariery
| Audax Italiano | 2013–2014 | Chile  | Primera División | 15 | 1  | 5  | 0 | – | – | –  | 20 | 1 |
| Audax Italiano | 2014–2015 | Chile  | Primera División | 20 | 0  | 1  | 0 | – | – | –  | 21 | 0 |
| Audax Italiano | 2015–2016 | Chile  | Primera División | 19 | 0  | 4  | 1 | – | – | –  | 23 | 1 |
| Morelia        | 2016–2017 | Meksyk | Liga MX          | 0  | 0  | –  | – | – | – | –  | 0  | 0 |
| Ogółem         |           |        |                  |    |    |    |   |   |   |    |    |   |
| Chile          | Chile     | Chile  | 54               | 1  | 10 | 1  | – | – | – | 64 | 2  |   |
| Meksyk         | Meksyk    | Meksyk | 0                | 0  | 0  | 0  | – | – | – | 0  | 0  |   |
| Ogółem         | Ogółem    | Ogółem | Ogółem           | 54 | 1  | 10 | 1 | – | – | –  | 64 | 2 |